# Cathy Cavadini
Cathy Cavadini est une actrice américaine née en 1961.

## Filmographie
- 1976 : Roboto Taekwon (série télévisée) : (1978 English dub) (voix)
- 1983 : Mister T (série télévisée) (voix)
- 1984 : Kidd Video (série télévisée) : Glitter (1984) (voix)
- 1985 : Jem (série télévisée) : Additional voices (unknown episodes)
- 1985 : Starchaser: The Legend of Orin
- 1986 : Mon petit poney (My Little Pony: The Movie) : North Star (voix)
- 1987 : La Vie à l'envers (Some Kind of Wonderful) : Party Guest
- 1987 : Les Dents de la mer 4 : La revanche (Jaws: The Revenge) : Additional Voices (voix)
- 1988 : L'Amour au hasard (Casual Sex?) : Additional Voices (voix)
- 1989 : Cours d'anatomie (Gross Anatomy)[réf. nécessaire] (voix)
- 1990 : Papa est un fantôme (Ghost Dad) : Additional Voices (voix)
- 1990 : Men at Work : Voice Over (voix)
- 1991 : Myster Mask (Darkwing Duck) (série télévisée) : Additional Voices (unknown episodes)
- 1991 : Retour vers le futur (Back to the Future) (série télévisée) : Jennifer Jane Parker (unknown episodes)
- 1991 : Fievel au Far West (An American Tail: Fievel Goes West) : Tanya Mousekewitz (voix)
- 1992 : Les Aventures de Fievel au Far West (Fievel's American Tails) (série télévisée) : Tanya Mousekewitz (voix)
- 1993 : La Panthère rose (The Pink Panther) (série télévisée) : Additional Voices (voix)
- 1994 : Le Roi lion (The Lion King) : Additional voice (voix)
- 1997 : Babes in Toyland : Mary (voix)
- 2000 : Dinosaure (Dinosaur) : Additional Voices (voix)
- 2002 : Lilo & Stitch : Additional Voice (voix)
- 2002 : Les Supers nanas - The powerpuff girls, le film (The Powerpuff Girls) : Blossom (voix)
- 2003 : Wonderful Days : Jay